# 플래그십 프로그램
플래그십 프로그램은 NASA의 우주 개발 프로그램이다. 천체물리학, 지구과학, 태양, 행성과학으로 나뉜다.
보통 10억 달러가 넘는 탐사선이 이 프로그램 소속이다. 그리고 작아도 5억 달러 정도의 탐사선들이 이 프로그램의 소속이다. 대표적인 소속 탐사선들로 허블망원경과 제임스 웹 망원경이 있다.
그리고 디스커버리 계획은 다른 단체나 연구팀들과 일을 배분해서 하는데(특히 록히드마틴이 빠지지 않는다), 플래그십 프로그램은 NASA의 산하기관과 JPL이 한다. 또 실패율이 거의 한자리보다도 낮은 정도의 안정된 프로그램이기도 하다. 실패율도 거의 낮고, 엄청난 성과를 내는 탐사선들의 소속이 다 이 프로그램이다 보니, 굉장히 유명한 프로그램이다.

## 소속된 탐사선
1976년 바이킹 1호, 2호부터 시작해서 허블망원경, 카시니-하위헌스, 파커 솔라 프로브, 제임스 웹 우주망원경 등의 유명한 탐사선 등이 있다.
| 미션 이름                                            | 임무시작 | 임무종료 |
| 행성과학                                             | 행성과학 | 행성과학 |
| ---------------------------------------------------- | -------- | -------- |
| 바이킹 계획                                          | 1975     | 1982     |
| 보이저 계획                                          | 1977     | 현재진행 |
| 갈릴레오                                             | 1989     | 2003     |
| 카시니-하위헌스                                      | 1999     | 2017     |
| 큐리오시티 (탐사차)                                  | 2011     | 현재진행 |
| 마스 2020                                            | 개발진행 |          |
| 유로파 클리퍼                                        | 개발진행 |          |
| 유로파 랜더                                          | 개발진행 |          |
| 천체물리학                                           |          |          |
| 콤프턴 감마선 관측선                                 | 1991     | 2000     |
| 허블 우주 망원경                                     | 1990     | 현재진행 |
| 찬드라 엑스선 천문대                                 | 1999     | 현재진행 |
| 제임스 웹 우주망원경                                 | 개발진행 |          |
| 광각 적외선 우주망원경 (WFIRST)                      | 개발진행 |          |
| LUVOIR (ATLAST, HDST이 더 자세한 LUVOIR의 콘셉트다.) | 개발진행 |          |
| HabEx                                                | 개발진행 |          |
| 링크스 엑스선 천문대                                 | 개발진행 |          |
| OST                                                  | 개발진행 |          |
| 태양과학                                             |          |          |
| SDO                                                  | 2010     | 현재진행 |
| 앨런 밴 위성                                         | 2012     | 현재진행 |
| 자기장 멀티스케일 임무                               | 2015     | 현재진행 |
| 파커 솔라 프로브                                     | 개발진행 |          |
| 지구과학                                             |          |          |
| Terra                                                | 1999     | 현재진행 |
| 아쿠아                                               | 2002     | 현재진행 |
| ICESat                                               | 2003     | 2010     |
| Aura                                                 | 2004     | 현재진행 |
| JPSS                                                 | 2011     | 현재진행 |
| PACE                                                 | 개발진행 |          |

## 같이 보기
- 디스커버리 프로그램